# カール・フレデリク・セレンセン
カール・フレデリク・セレンセン（Carl Frederik Sørensen、1818年2月8日 - 1879年1月24日) はデンマークの海洋画家である。姓のデンマーク語の発音に近いカタカナ表記は「サアアンスン」ともされる。

## 略歴
デンマーク・中央ユラン地域に属する島のサムセー島のベサ（Besser）に生まれた。父親は商人で船を持っていて子供時代のセレンセンは船を操り、船員になろうとしていたが、父親が亡くなり、母親は息子が海に出ることを望まず、コペンハーゲンに送り教育を受けさせた。絵画の才能を見せて、1843年から1846年の間、デンマーク王立美術院で、海洋画家でもあったクリストファー・エカスベアに学び、デンマークで有数な海洋画家になった。特に当時、戦われた海戦を描いた絵画で人気を集めた。1849年にデンマーク海軍の艦船に乗り組み、ヘルゴラントを航海し、1850年にバルト海を航海した。スウェーデンの海岸の絵画も描いた。、

## 作品

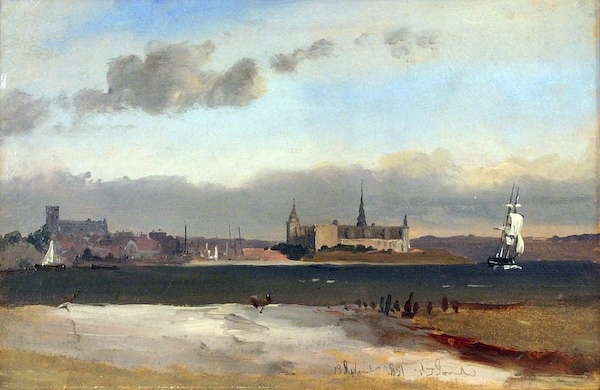
「ヘルシンゲル のクロンボー城の風景」(1851)
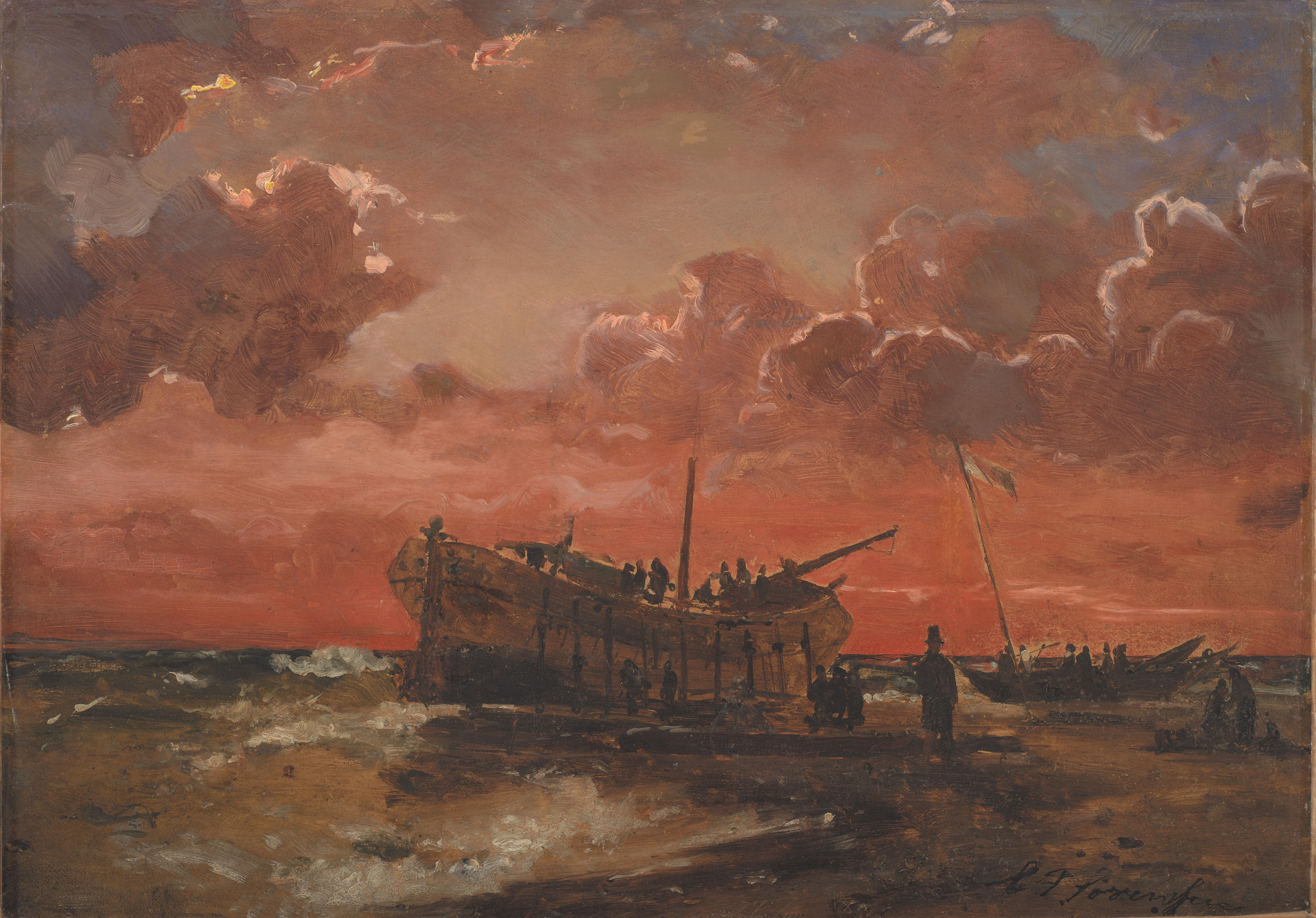
「夕暮れのユトランド沖の難破船」 (1847)
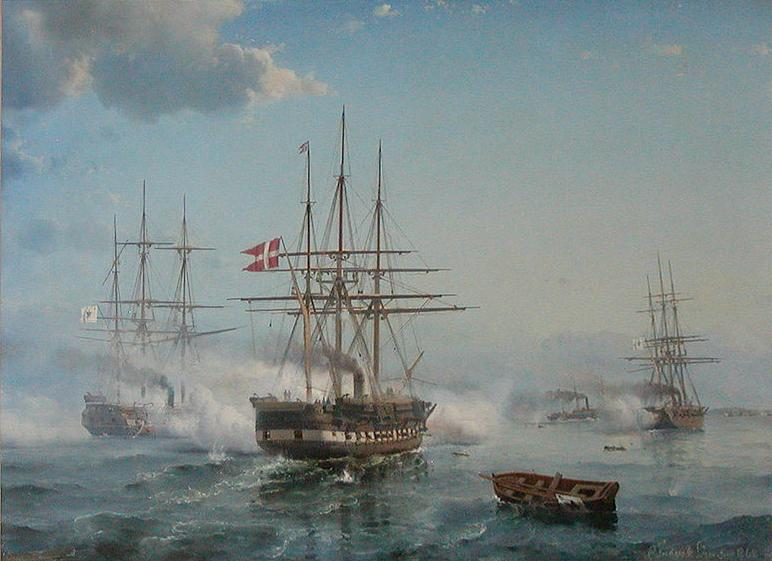
"Battle of Jasmund"  (1864)
『リッサ海戦』 (1866)
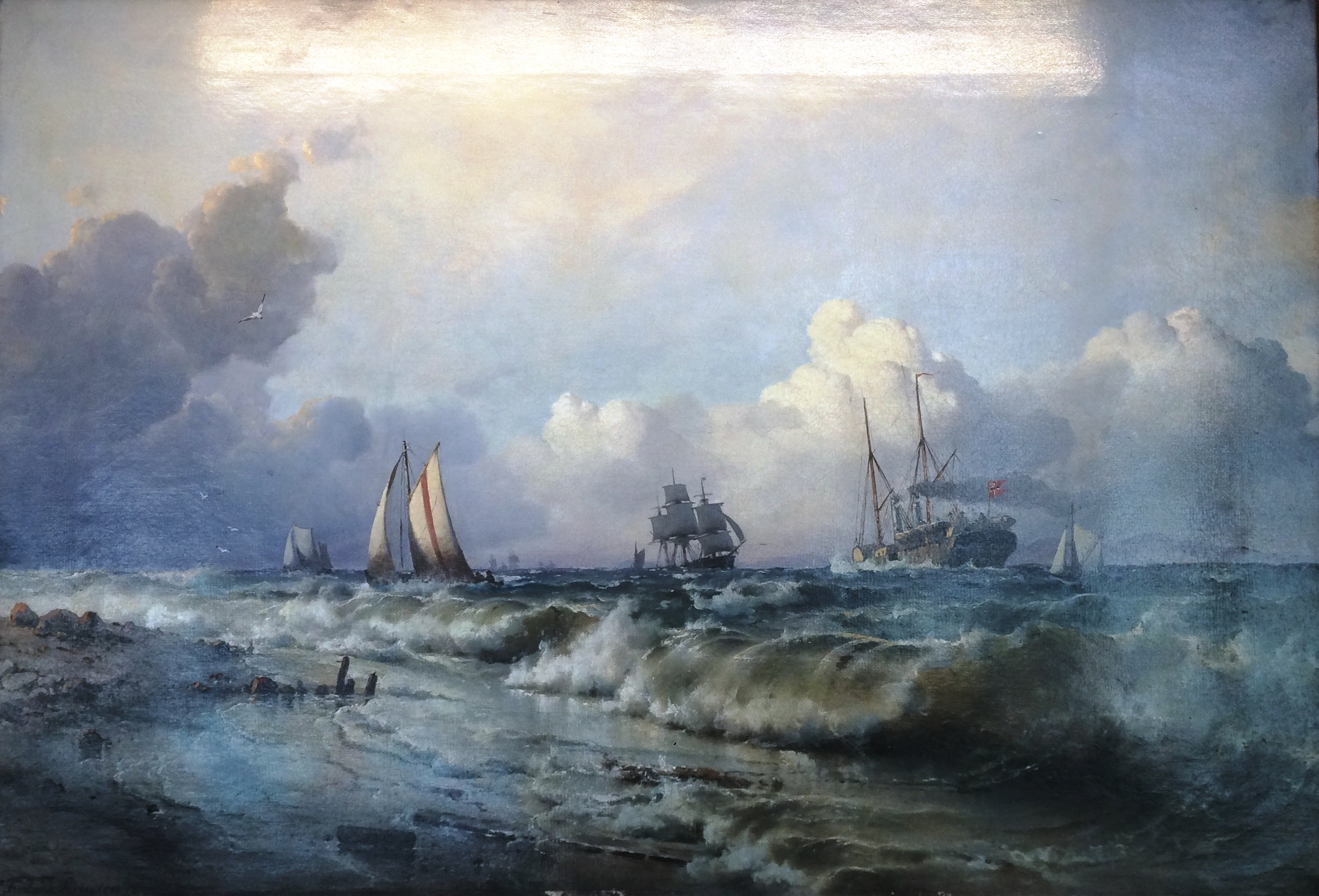
「エーレスンド海峡の風景」